# Guyou-Bucht
Die Guyou-Bucht (französisch Baie Guyou) ist eine 6 km breite Bucht an der Westküste der Brabant-Insel im Palmer-Archipel. Sie liegt zwischen dem Claude Point und dem Metchnikoff Point.
Entdeckt wurde die Bucht bei der Vierten Französischen Antarktisexpedition (1903–1905) unter der Leitung des Polarforschers Jean-Baptiste Charcot. Dieser benannte die Bucht nach Kapitän Émile Guyou (1843–1915) von der französischen Marine, Mitglied der Kommission zur Veröffentlichung der wissenschaftlichen Ergebnisse der Forschungsreise.